# Carpóforo
Carpóforo, cristiano y mártir de Como, es venerado como santo por la Iglesia Católica el 7 de agosto.

## Biografía

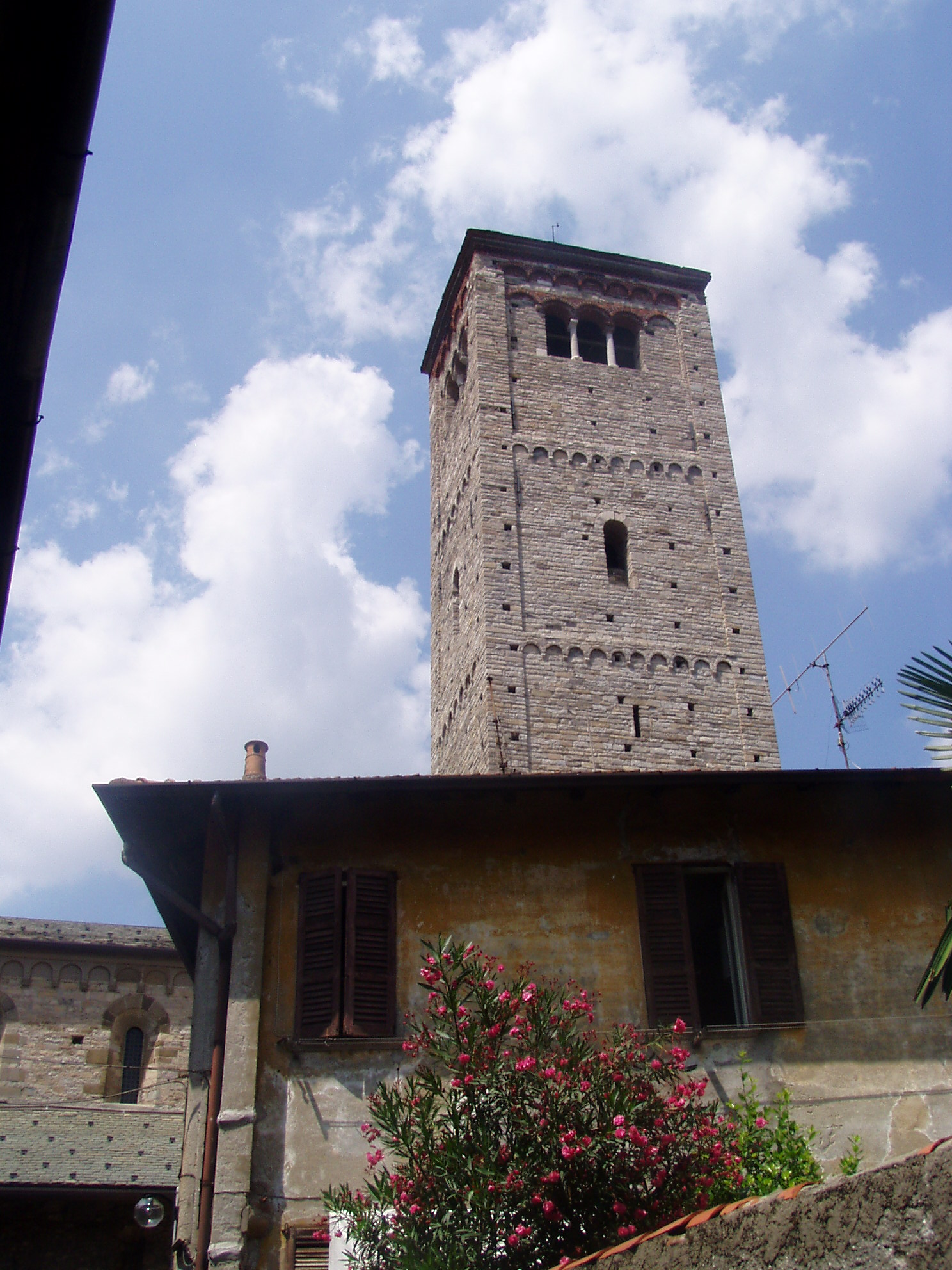
Iglesia de San Carpóforo en Como.

Carpóforo fue martirizado, junto con Exanto, Casio, Severo, Segundo y Licinio, durante las persecuciones de Diocleciano y Maximiano de 303-305.   
En sus Vidas escritas un siglo tras sus muertes se recoge que sobrevivieron a la aniquilación de la Legión Tebana. 
Uno de los primeros supervivientes fue San Alejandro de Bergamo que, tras ser arrestado y llevado a Milán escapó y se refugió en Como con San Fidel Mártir de Como. Aquí San Alejandro fue nuevamente arrestado. San Carpóforo y compañeros también salieron hacia Como a encontrarse con San Alejandro. Pero antes de entrar en la ciudad fueron apresados y martirizados. 
Llevados ante el templo del dios Mercurio son martirizados por lapidación. 

En el lugar del martirio se construyó una basílica dedicada a San Carpóforo a finales del siglo IV, por voluntad del primer Obispo de Como, San Félix de Como.